# تسركنيتسا
تسركنيتسا (بالإنجليزية: Cerknica)‏ هي مستوطنة تقع في سلوفينيا في بلدية تسركنيتسا ‏. يقدر عدد سكانها بـ 3,532 نسمة ومساحتها 14.8 كم2 وترتفع عن سطح البحر 558.8 متر.